# چتور
چَتوَر، که چَتوَل هم گفته می‌شود، واحد قدیمی روسی  برای سنجش حجم غلات و نظایر آن که تقریبا معادل 210 لیتر است. این واحد در روسیه معمول بود و واژهٔ «چتور» نیز از واژهٔ روسیِ «چتورت» (че́тверть) وارد زبان فارسی شده‌است.